# Bart-Feuerborstenwurm

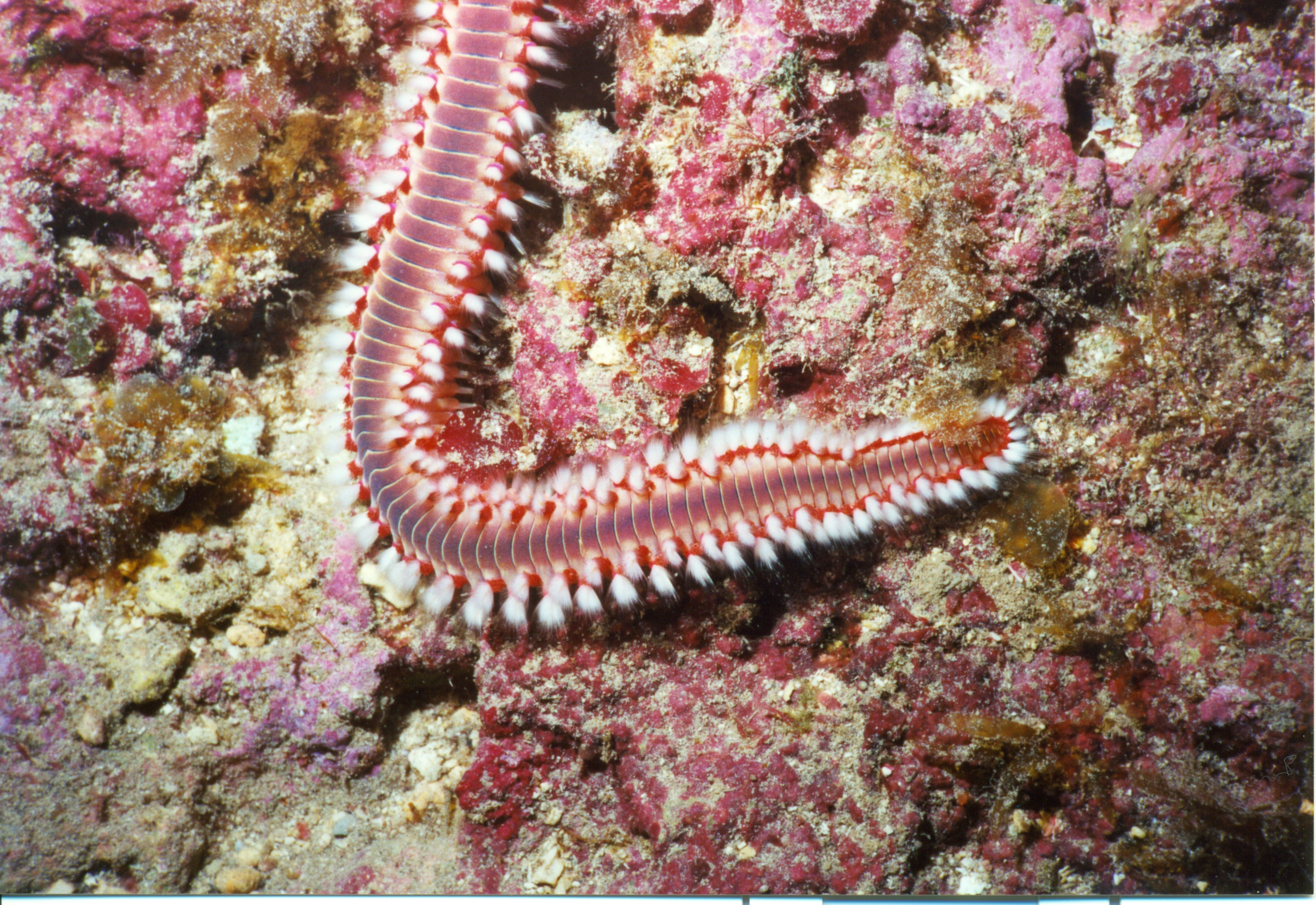
Aufsicht eines Bart-Feuerborstenwurms

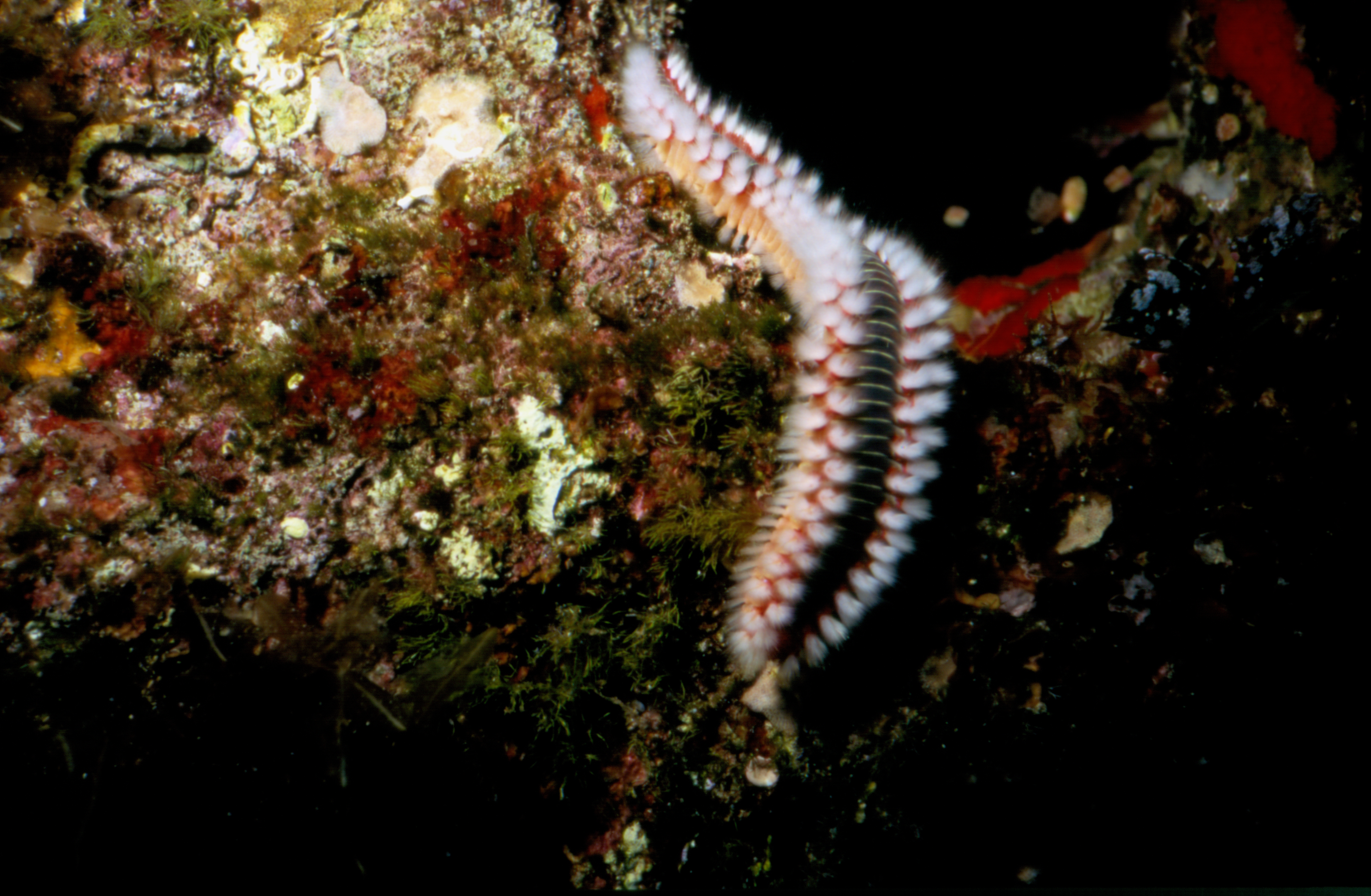
Frontansicht von Hermodice carunculata mit aufgestellten Borsten

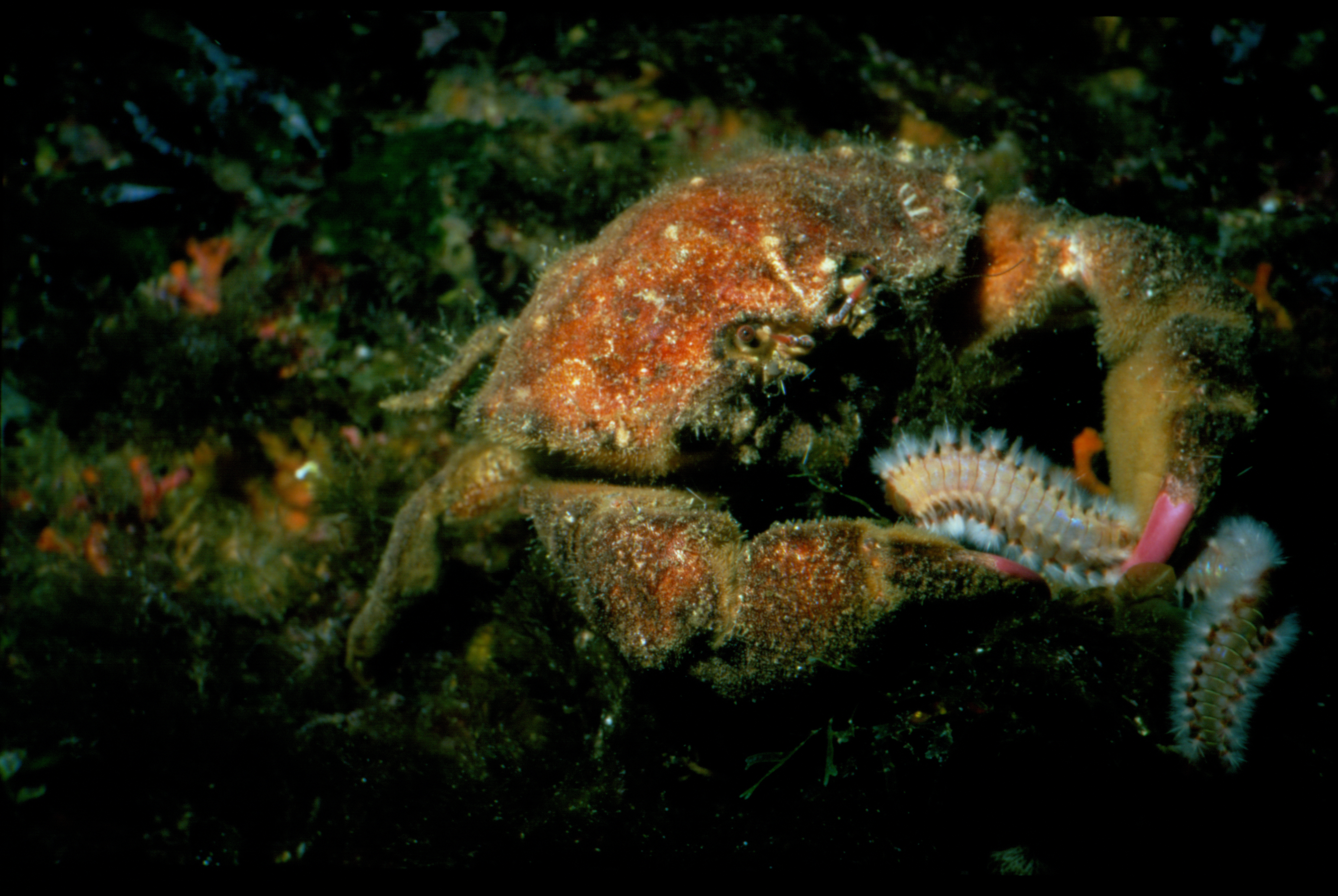
Eine Wollkrabbe frisst einen Bart-Feuerborstenwurm

Der Bart-Feuerborstenwurm (Hermodice carunculata), manchmal auch nur Feuerwurm genannt, ist ein Vertreter der Klasse der Vielborster (Polychaeta). Er gehört zu den frei beweglichen Arten (Errantia) in der Klasse der Vielborster. Seinen deutschsprachigen Namen verdankt der Wurm der Tatsache, dass seine Borsten (Chaetae) bei Berührung leicht abbrechen und ein giftiges Sekret entlassen. Dringen sie in die menschliche Haut ein, erzeugen sie einen brennenden Schmerz, der mehrere Tage lang anhalten kann. Dies ist auch bei anderen Vertretern der Vielborster-Familie Amphinomidae der Fall.

## Beschreibung
Der Bart-Feuerborstenwurm erreicht eine maximale Länge von 30 cm. Der Körper kann über 100 Segmente aufweisen. Die Färbung der Art reicht von grünlich, bräunlich bis zu rötlich. Die Segmentgrenzen sind als helle Streifen erkennbar. Das Maul des Bart-Feuerwurms ist ein ausgebildetes Schaborgan, das mit scharfen und vorstülpbaren Leisten versehen ist.
Das Nuchalorgan (Karunkel) bildet eine auffällige Wulst auf und hinter dem Prostomium.

## Verbreitung
Lange Zeit galt Hermodice carunculata als einzige Art der Gattung Hermodice. Ihr Verbreitungsgebiet wurde als nahezu weltweit angesehen. Das Typusexemplar stammt von der Küste vor Antigua, einer Insel der Kleinen Antillen in der Karibik. Gleichzeitig wurde das Vorkommen der Art auch aus dem Mittelmeer und von den Küsten Westafrikas bis zu den Kanaren berichtet. In einer neueren Studie aus dem Jahr 2011 wurden nach genauen morphologischen Untersuchungen an lebenden Exemplaren Unterscheidungsmerkmale zwischen dem karibischen Vorkommen und den im Mittelmeer sowie im östlichen Atlantik beheimateten Populationen festgestellt. Für Letztere wurde die Wiedereinführung des Artnamens Hermodice nigrolineata vorgeschlagen. Dieser Artname würde für die gesamten Bestände im Mittelmeer, darunter das besonders häufige Auftreten im maltesischen Archipel, sowie die Populationen im Ostatlantik gelten. Die aus dem Indopazifik berichteten Funde von Hermodice gehören bei genauer Betrachtung der verwandten Gattung Pherecardia an.

## Lebensraum
Der Bart-Feuerborstenwurm lebt auf allen Hartböden wie Felsküsten und Korallenbänken sowie zwischen Seegras. Er ist vom Flachwasser bis in ca. 30 m Tiefe anzutreffen. Exemplare, die aus Tiefen von mehr als 100 m stammen, gehören wahrscheinlich anderen Gattungen an.

## Ernährung
Hermodice carunculata ist ein aktiver Jäger und ernährt sich von verschiedenen Wirbellosen, wie Steinkorallen, Weichkorallen, Nesseltieren und Krustenanemonen. Es ist bekannt, dass Hermodice carunculata als aktiver Jäger auch Schlangensterne und Seeigel angreift. Er verschmäht aber Aas nicht, und es ist oft zu beobachten, dass Gruppen dieser Tiere Kadaver von Fischen oder anderen größeren Tieren fressen.

## Fressfeinde
Trotz seiner Wehrhaftigkeit hat der Bart-Feuerborstenwurm Fressfeinde, denen die abbrechenden Borsten nichts ausmachen, darunter Wollkrabben (Pilumnidae), Schwammkrabben (Dromiidae) und Kegelschnecken wie beispielsweise Conus cedonulli, sein Hauptfeind in karibischen Gewässern Kolumbiens, und Conus regius.

## Biologie
Der Temperaturbereich des Wassers variiert zwischen 18 °C und 26 °C. Hermodice carunculata ist Hermaphrodit., d. h., in seinen Segmenten sind sowohl weibliche als auch männliche Geschlechtsorgane vorhanden. Hermodice carunculata ist Überträger eines Bakteriums (Vibrio shiloi), das die Korallenbleiche bei Steinkorallen verursacht. Wird das Bakterium beim Fressen vom Wurm auf die Steinkoralle übertragen, entstehen an dem Korallenstock zunächst weiße Flecken, worauf dieser dann im Zeitraum von knapp drei Wochen völlig ausbleicht, anschließend stirbt die Koralle. Jedoch kann das Bakterium in den Korallenpolypen nur bei einer Temperatur von mehr als 20 °C überleben. In der Haut des Feuerwurms kann es bei Temperaturen unterhalb 20 °C überstehen und dann bei steigenden Temperaturen wieder auf den Korallen aktiv werden.

## Synonyme
- Amphibranchus occidentalis Kinberg, 1867
- Amphinome didymobranchiata Baird, 1864
- Aphrodita carunculata Pallas, 1766
- Hermodice nigrolineata Baird, 1868
- Millepeda marina amboinensis Seba in Audouin & Milne Edwards, 1833
- Pleione carunculata (Pallas, 1766)
- Terebella carunculata (Pallas, 1766)

## Kontakt zu Menschen
Bei Kontakt zu Menschen können kleine Borsten in die Haut eindringen und abbrechen. Dort verursachen sie Hautirritationen, Brennen, Juckreiz und Taubheit. Die Symptome können mehrere Tage anhalten. Es ist unklar, ob die Symptome durch Toxine verursacht werden oder ob die Symptome mechanisch durch die abgebrochenen Borsten ausgelöst werden. In seltenen Fällen kommt es zu allergischen Reaktionen mit Übelkeit, Herz- und Atmungsproblemen.

## Aquaristik
Der Bart-Feuerborstenwurm ist leicht im Aquarium zu halten, gilt aber als Schädling. Aufgrund seiner Größe und seines Fressverhaltens ist er für andere Aquarienbewohner eine Bedrohung. Er frisst vor allem Nesseltiere und andere Wirbellose und kann sogar Schlangensterne und andere Tiere fressen. Hermodice carunculata ist nacht- und tagaktiv, da er durch seine Wehrhaftigkeit kaum Fressfeinde im Aquarium zu fürchten hat. Der Bart-Feuerborstenwurm wird oft durch Lebendgestein (Korallen) unbemerkt eingeschleppt. Man sollte auf jeden Fall versuchen, ihn aus dem Becken zu entfernen. Die Haltung in einem reinen Artbecken ist empfehlenswert, da der Wurm entsprechend gefüttert werden kann. Für den Aquarienhalter ist aber beim Reinigen oder beim Griff ins Becken Vorsicht geboten, da die Stacheln des Bart-Feuerborstenwurm leicht in die Haut eindringen können und zu starken, oft mehrwöchigen Schmerzen führen. Es gibt kleinere Arten von Borstenwürmern, die jungen Bart-Feuerborstenwürmern ähneln. Diese sind jedoch bei einer geringen Anzahl nicht als Schädlinge anzusehen, da sie den Bodengrund lockern und Futterreste und Kadaver vertilgen.